# Vintage (música)

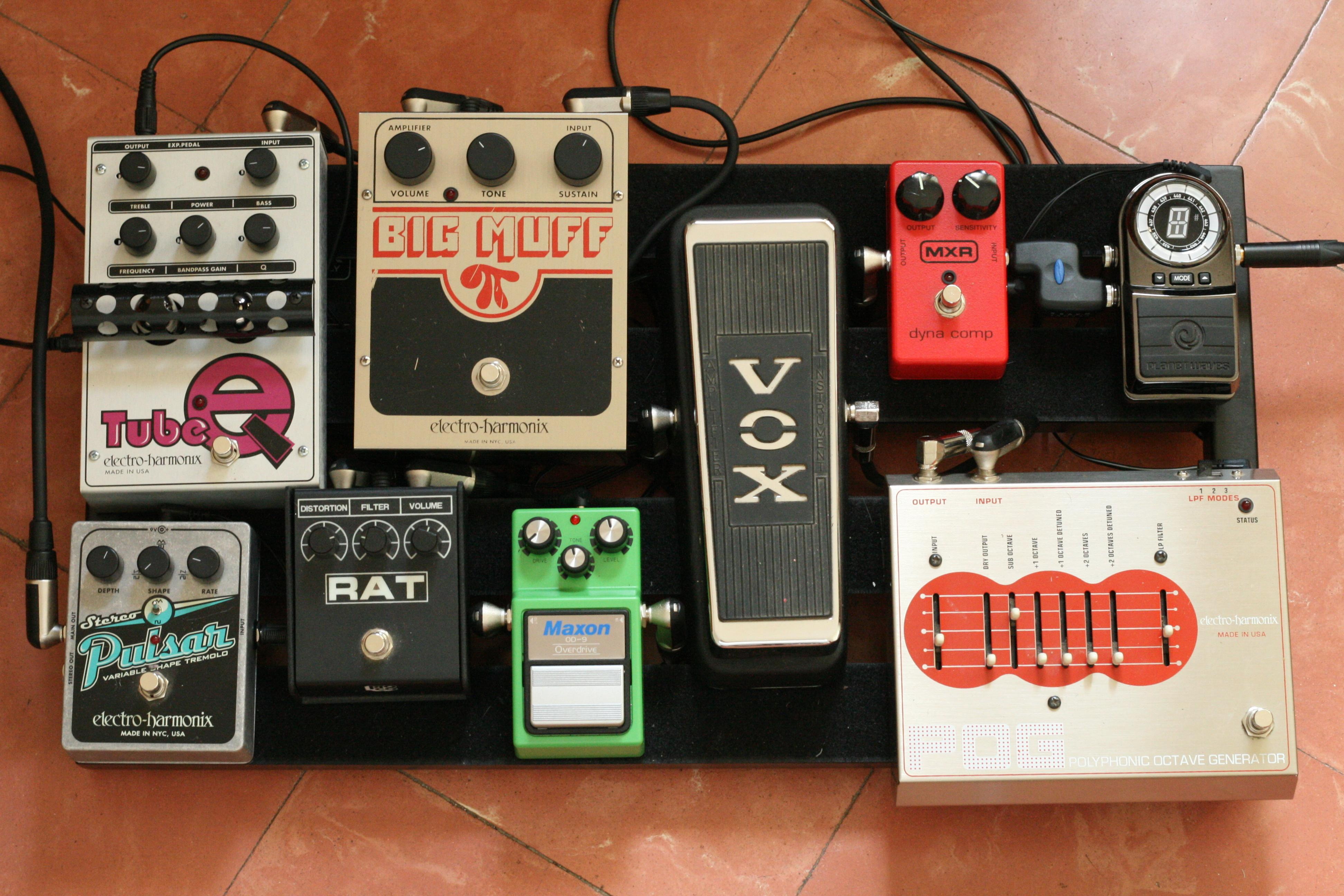
Uma pedaleira de guitarra composta por vários pedais de efeitos, incluindo pedais vintage, Electro-Harmonix Big Muff e Vox wah-wah dos anos 1960 e 1970

É considerado vintage, na música, uma peça antiga, já não mais em produção, como rádios e guitarras antigas.

## Guitarrasvintagee outros instrumentos musicais
Uma guitarra é considerada vintage quando ela tem mais de vinte anos e tem algum apelo que a torne colecionável. Normalmente, as guitarras antigas são muito bem feitas, com madeiras selecionadas (na época não havia restrição ao comércio de madeira que há hoje) e com acabamento espetacular. Tudo isso, aliado ao fato de que, com o passar dos anos, a madeira vai secando cada vez mais, faz com que uma guitarra vintage tenha um som incrível e inatingível se comparado com uma guitarra moderna. Essa combinação de fatores, ou seja, construção exemplar, som perfeito, modelos originais, mais de vinte anos, poucos exemplares, tornam as guitarras vintage muito valorizadas no mundo inteiro.
O maior mercado de guitarras vintage do mundo é o norte-americano, mas elas são muito valorizadas e consideradas como dinheiro liquido na maior parte do mundo.
A maior dificuldade hoje em dia é a identificação de cada instrumento e sua avaliação, mesmo porque, existem muitas cópias e re-edições dos modelos mais famosos e valorizados.

## Aparelhos de somvintage
Os aparelhos de som antigos de alta fidelidade são considerados vintage pela raridade, por não mais serem fabricados (como os gravadores de rolo) e pela qualidade sonora que não encontra similares nos aparelhos atuais, dentre outros motivos.
Exemplos de vintage fabricados no Brasil são o superior conjunto "Esotech" da Gradiente e o conjunto da "Linha 5 000" da Polyvox. Exemplos de algumas marcas internacionais que fabricaram muitos aparelhos que, atualmente, são considerados vintage, são: Sansui, Marantz, Akai, Nakamichi e Pioneer.